# Рекетешу
Рекетешу (рум. Răcăteșu) — село у повіті Бистриця-Несеуд в Румунії. Входить до складу комуни Тирлішуа.
Село розташоване на відстані 358 км на північний захід від Бухареста, 35 км на північний захід від Бистриці, 81 км на північний схід від Клуж-Напоки.

## Населення
За даними перепису населення 2002 року у селі проживали 240 осіб. Усі жителі села рідною мовою назвали румунську.
Національний склад населення села:
| Національність | Кількість осіб | Відсоток |
| -------------- | -------------- | -------- |
| румуни         | 200            | 83,3%    |
| цигани         | 38             | 15,8%    |